# Marulanda (Caldas)
Marulanda es un municipio ubicado en el área central-oriental del departamento de Caldas, Colombia, y junto con Marquetalia, Manzanares y Pensilvania, conforman la subregión del "Alto Oriente" del departamento. Tiene bajo su jurisdicción un centro poblado: Montebonito.

## Historia
Las comunidades indígenas que habitaron estas tierras en la época precolombina fueron los Pantágoras y los pícaras. La conquista española fue liderada por Álvaro de Mendoza, teniente del Mariscal Jorge Robledo. Su fundación se le atribuye al General Cosme Marulanda, proveniente del Municipio de Salamina, quien exploró en 1810, el territorio en donde se encuentra el actual asentamiento; sin embargo sólo fue hasta 1877 cuando se realizó la fundación definitiva. La fundación inicial del pueblo se hizo en un paraje denominado “Plancitos”, localizado en la margen izquierda del río Guarinó, esta fundación no perduró y en su reemplazo se hizo la actual que fue dirigida por el General Antioqueño Cosme Marulanda; con la colaboración muy decidida de Don Teodoro, Don Salustino y Don Lorenzo Escobar, Don Eleuterio y Don Juan C. Gómez y Don Pedro Mejía.
Estos fundadores procedían de Salamina y de algunas poblaciones del sureste Antioqueño; por tratarse de tierras vírgenes, localizadas posiblemente dentro de la “Concesión Aranzazu”, muy buenas para la agricultura y la ganadería, y estando en pleno auge la colonización Antioqueña la inmigración no se hizo esperar y en consecuencia fueron llegando decenas de familias.
Trazado ya el pueblo y adjudicados los solares a sus futuros habitantes, se fijaron los sitios donde quedarían la casa consistorial y la iglesia. El sacerdote, Jesús María Restrepo Restrepo fue el primer Párroco; la iglesia disponía de altar tallado en madera y unas imágenes dibujadas en la nave central, tanto el altar como las imágenes fueron suprimidos cuando la Parroquia de Marulanda dejó de pertenecer a la diócesis de Ibagué y pasó a la de Manizales con el presbítero Héctor López García como primer Párroco de la nueva administración.

## División administrativa
El municipio cuenta con 12 veredas y un corregimiento:
- Veredas

| - El Páramo - El Zancudo - La Alejandría - La Laguna | - La Suecia - Las Peñas - Mollejones - Naranjal | - Rincón Santo - San Isidro - Santa Clara - Santa Rita |

- Corregimiento
  - Montebonito

## Geografía

### Límites municipales
| Noroeste: Salamina     | Norte: Salamina Pensilvania | Noreste: Pensilvania |
| Oeste: Neira Manizales |                             | Este: Manzanares     |
| Suroeste Manizales     | Sur: Herveo                 | Sureste: Herveo      |

## Sitios de interés

### Arquitectónico
- Iglesia principal
- Parque Ángel Maria Melguizo

### Cultural
- Cooperativa Ovina de Marulanda (industria artesanal a partir de la lana de oveja)

### Natural
- Cuevas de Bermúdez
- Parque municipal de la Palma de Cera
- Cerro de las Tres Marías

## Festividades
- Día del Campesino
- Festival Municipal de la lana, la papa, la leche y la arriería
- Fiesta Aniversaria
- Fiestas de la Virgen de las Mercedes
- Fiestas de la Tolda (Corregimiento de Montebonito)

## Símbolos

### Escudo
El escudo de este Municipio es tomado de un modelo de heráldica Suiza y lleva en la parte superior el nombre de la entidad Municipal. La franja derecha está compuesta por los colores lila, blanco y verde de la bandera, y la franja izquierda que delimita la forma del escudo trae hojas y granos de café representando la vocación caficultora de su corregimiento de Montebonito.
La parte interna presenta en primer plano en color verde niño, los campos Municipales y sobre ellos la palma de cera y la oveja, símbolos de la vida Marulandeña, y al fondo, dando firmeza al paisaje sobre un cielo azul profundo, tres nubes blancas y un sol radiante. 
Los colores lila, blanco y verde significan en el heraldo la flor de la papa, la paz y la lana de las ovejas y las montañas y el paisaje respectivamente. La parte inferior del escudo presenta sobre una cinta amarilla el lema de Marulanda: “Trabajo, Cultura y Progreso”

### Bandera
Conformada por tres franjas horizontales de igual dimensión. La franja superior de color morado, representa el color de la flor de la papa, producto agrícola que fue el más representativo del municipios hasta la fundación de la cooperativa ovina, la franja central de la bandera de Marulanda, es de color blanco, símbolo de la paz, la pureza, y para muchos de la neblina común de esta tierra fría y la parte inferior o tercera franja, es de color verde, y significa dentro de este símbolo, la rica vegetación que cubre gran parte del territorio.

### Himno
- Letra: Monseñor Alonso Llano Ruiz
- Música: Emilio Capra

| Coro Entusiasta, viril y triunfal, Que proclame la noble victoria De este pueblo de vida ideal Marulanda mi tierra querida Donde brilla la luz y la paz, Una antorcha sublime encendida Por el cielo y Colombia inmortal. | I Tú eres reina del Ande imponente Marulanda bañada de sol Y es tu campo paisaje sonriente, Perfumado de aromas en flor Hoy tus hijos proclaman amantes Tu progreso, nobleza y honor, Y en tus campos hondea triunfante De Colombia el gentil pabellón. | Coro II Descansando en azules montañas, Tu eres flor de perfume sutil Y las brisas y alegres montañas Te murmuran un canto feliz Las laderas y bosques risueños Con sus flores son amplio jardín Y tus hijos son fieles ejemplos De constancia y valor en la lid. | Coro III Tus cascadas de voz soñadora tus colinas de verde color y tus ríos de voz cadenciosa Son un himno profundo de amor. Miles aves pregonan tus cantos con tus notas de místico ardor, las riquezas que siempre te han dado con su gracia infinita al Creador. Coro |